# 日鉄北松硬式野球部
日鉄北松硬式野球部（にってつきたまつこうしきやきゅうぶ）は、長崎県北松浦郡鹿町町に本拠地を置き、日本野球連盟に加盟していた社会人野球の企業チームである。1960年10月に解散した。
運営母体は、鉱山の開発・操業を手掛ける日鉄鉱業。

## 概要
1954年、長崎県北松浦郡鹿町町にある鹿町炭鉱などを含む北松炭田を統括していた日鉄鉱業の北松鉱業所で『日鉄北松硬式野球部』として設立。
1959年、チーム結成6年目で都市対抗野球に初出場を果たした。
1960年10月、経営上の問題から同年シーズン終了をもって解散した。
その後、エネルギー革命の影響をうけ鉱山は次々と閉山し、1972年に最後の鉱山の閉山をもって北松炭田の採掘は幕を閉じた。

## 沿革
- 1952年 - 長崎県北松浦郡鹿町町を本拠地に置き、『日鉄北松』として創部。
- 1959年 - 都市対抗野球に初出場（初戦敗退）。
- 1960年 - シーズン終了後の10月限りで活動終了。

## 主要大会の出場歴・最高成績
- 都市対抗野球大会 - 出場1回

## 元プロ野球選手の競技者登録
- 杉尾富美雄（元：毎日オリオンズ） - 投手→退団